# 圆明园蛛
圆明园蛛（学名：Araneus yuanminensis）为园蛛科园蛛属的动物。在中国大陆，分布于北京等地。该物种的模式产地在北京圆明园。